# Inmigración guatemalteca en Panamá
La inmigración guatemalteca en Panamá se refiere al movimiento migratorio desde Guatemala hacia Panamá. En años recientes ha crecido el número de emigración profesional. Hacia 2010, se reportaron unos 870 guatemaltecos residiendo en Panamá.
Según el informe de la Organización Internacional para las Migraciones sobre el perfil migratorio de Guatemala, Panamá atrae a «importantes grupos de empresarios o de ejecutivos» que se emplean como representantes de empresas guatemaltecas y transnacionales. También emigran trabajadores de la construcción, técnicos y obreros metalúrgicos.
El censo panameño de 1911 había registrado 46 guatemaltecos, de los cuales 27 eran hombres y 19 mujeres, representando el 0,1% de la población extranjera.